# PC Building Simulator
PC Building Simulator is een simulatie-strategiespel ontwikkeld door The Irregular Coporation en de Roemeense ontwikkelaar Claudiu Kiss. Het spel draait rond het opzetten en uitbaten van een computerzaak waarin pc's worden gebouwd en onderhouden. Het spel kwam op 27 maart 2018 als vroegtijdige toegang uit op platform Steam. De lancering van het definitieve spel vond plaats op 29 januari 2019. Het spel draait op Windows en gebruikt de OpenGL grafische engine. In het spel worden componenten gebruikt van bekende computermerken, waaronder MSI, NVIDIA, Intel, Corsair, Seagate, ADATA en EVGA.

## Gameplay
Het spel kent twee speelmodi: Career (Carrière) en Free Build (Vrij bouwen). Beide vereisen van de speler een verschillende speelstijl.

### Career
In de carrièremodus is de speler verantwoordelijk voor de gehele winkel. Het gaat hier om taken volbrengen als het bouwen van nieuwe computers en het aanpassen van bestaande pc's (bijvoorbeeld door het verwijderen van virussen of vervangen van defecte onderdelen). Met het volbrengen van taken wordt geld verdiend wat besteed kan worden aan het aanschaffen van nieuwe onderdelen, waaronder kasten, moederborden, videokaarten en processors.
Ook verkrijgt de speler door het afronden van taken ervaringspunten die de speler naar een hoger niveau brengen en waarmee nieuwe componenten ontgrendeld worden. Vaak gaat het hierbij om snellere, grotere en meer recentere onderdelen.
Met het verdiende geld kan de speler de winkel uitbreiden, verfraaien en aanvullende software aanschaffen om pc's beter te analyseren. Ook kan een opslagcabinet worden aangeschaft om meerdere pc-kasten in op te slaan.

### Free Build
In de Free Build-modus heeft de speler de beschikking over een ongelimiteerde hoeveelheid geld. Ook zijn alle componenten en uitbreidingen direct beschikbaar.

## E-sports DLC-uitbreiding
De 'E-sports-uitbreiding'  DLC is een in augustus 2020 verschenen aanvullende carrièremodus waarin de speler technische ondersteuning biedt aan verschillende fictieve E-sport teams en hun leden.
De belangrijkste verzoeken aan de speler, zoals het bouwen, repareren en upgraden van game-pc's, worden gedaan door de teammanager met behulp van het uit de carrière bekende Inbox-systeem. E-sports teamleden sturen de speler via de nieuwe smartphonefunctie ook uitgebreidere verzoeken, bijvoorbeeld het veranderen van de kleur kabels of het plaatsen van aanvullende componenten. Daarnaast krijgt de speler verzoeken van sponsoren van de e-sportteams om bepaalde merken in pc's toe te passen.
Aan het einde van elke week is er een e-sportwedstrijd. De speler zal de game-pc's op het podium moeten opstellen en af en toe noodsituaties in een beperkte tijd moeten oplossen. Na de wedstrijd worden de acties van de speler geëvalueerd door de teammanager, de sponsor en de teamleden op basis van het aantal verzoeken dat met succes is afgehandeld.
In tegenstelling tot de standaard Carrière-modus, zal de speler binnen een vooraf bepaald weekbudget moeten werken; te hoge uitgaven zullen de wekelijkse evaluatie van de teammanager negatief beïnvloeden. Het budget kan worden verhoogd door 'side missions' te vervullen die bijvoorbeeld bestaan uit het bouwen of repareren van tweede pc's voor teamleden.

## Workshop DLC-uitbreiding
PC Building simulator heeft verschillende Workshop-uitbreidingen. Daar kan men de werkplaats er anders laten uitzien. De volgende workshops zijn uitgebracht:
- EVGA Workshop
- NZXT Workshop
- Republic of Gamers Workshop
- Razer Workshop